# کاترین پیرس
کاترین پیرس (به انگلیسی: Katherine Pierce) با نام اصلی کاترینا پترووا (به بلغاری: Катерина Петрова) یک شخصیت داستانی در خاطرات خون‌آشام است. وی متولد ۵ ژوئن ۱۴۷۳ است و همزاد الینا گیلبرت همچنین آمارا و تاتیتا می‌باشد.

او معشوق سابق هر دو برادران سالواتوره، دیمن و استیفن است.

او برای اولین بار به عنوان کاترین پیرس در نگاهی به گذشته سال ۱۸۶۴، که در آن درگیری عاشقانه بین خود و برادران سالواتوره بود به تصویر کشیده شد. او موفق شد هر دو برادر سالواتوره را تبدیل به خون‌آشام کند. بعد از این که اهالی شهر متوجه حضور خون‌آشام‌ها در میستیک فالز شدند تصمیم گرفتند که آنان را در کلیسای شهر زندانی و بکشند. آنها موفق شدند که تعدادی از خون‌آشام‌ها از جمله کاترین را در آنجا زندانی کنند ولی کاترین موفق شد از آنجا فرار کند، بعد از ۱۴۵ سال دیمن که همچنان عاشق کاترین بود و گمان می‌کرد او هنور در معبد است، سعی داشت با کمک استفن او را نجات دهد.

کاترین که زندگی جاودانه دارد نزدیک به پنج قرن صرف فرار از خون‌آشام اصیل ،کلاوس مایکلسون کرده‌است که این باعث شده که وی بی رحم‌ترین و بدنام‌ترین خون‌آشام تاریخ تبدیل شود.

وی همچنین یک فرزند نامشروع به نام نادیا پترووا {مسافر و خون اشام } دارد. اون در فصل پنج به دلیل خوردن داروی ضد جاودانگی انسان می‌شود و پس از خارج شدن دارو توسط سایلس، او به تدریج ضعیف می‌شود و می‌میرد همچنین وی به عنوان رئیس جهنم به عنوان میهمان در قسمت آخر فصل هشتم حضور دارد که توسط استفن سالواتوره کشته می‌شود. (هنگامی که استفن او را نگه داشته بود تا آتش جهنم او را نابود کند.)

## شخصیت
کاترین غیرقابل اعتمادترین فرد روی زمین است که حتی به دوستان خود نیز وفا نمی‌کند و علاقه به بازی دادن افراد دارد او حتی دخترش راهم بازی داد .
و در فصل اخر از او به عنوان هرزه تمام دوران یاد می شود.